# Öde im Hartberg
Die Öde im Hartberg ist ein vom Landratsamt Münsingen am 31. Mai 1955 durch Verordnung ausgewiesenes Landschaftsschutzgebiet auf dem Gebiet der Stadt Bad Urach.

## Lage
Das etwa 10 Hektar große Landschaftsschutzgebiet liegt unmittelbar nördlich des Stadtteils Seeburg an einem südexponierten Hang des Hartbergs am Ausgang des Fischburgtals. Es gehört zum Naturraum Mittlere Kuppenalb.
Geologisch liegt das Gebiet an der Grenze der Oberen und Unteren Massenkalke des Oberjuras.

## Landschaftscharakter
Das Gebiet umfasst eine großflächige Wacholderheide, die sich in Teilen in Sukzession befindet und durch Gebüsche und Sukzessionswald geprägt ist. im Süden befinden sich einige markante Felsköpfe: der Hartbergfels und der Seeburger Nägelesfels.

## Zusammenhängende Schutzgebiete
Im Westen schließt das Landschaftsschutzgebiet Fischburgtal an. Der Hartbergfels und der Seeburger Nägelesfels sind als flächenhafte Naturdenkmale ausgewiesen. Das Landschaftsschutzgebiet liegt im FFH-Gebiet Uracher Talspinne und im Vogelschutzgebiet Mittlere Schwäbische Alb und gehört zur Pflegezone des Biosphärengebiets Schwäbische Alb.